# 消防局

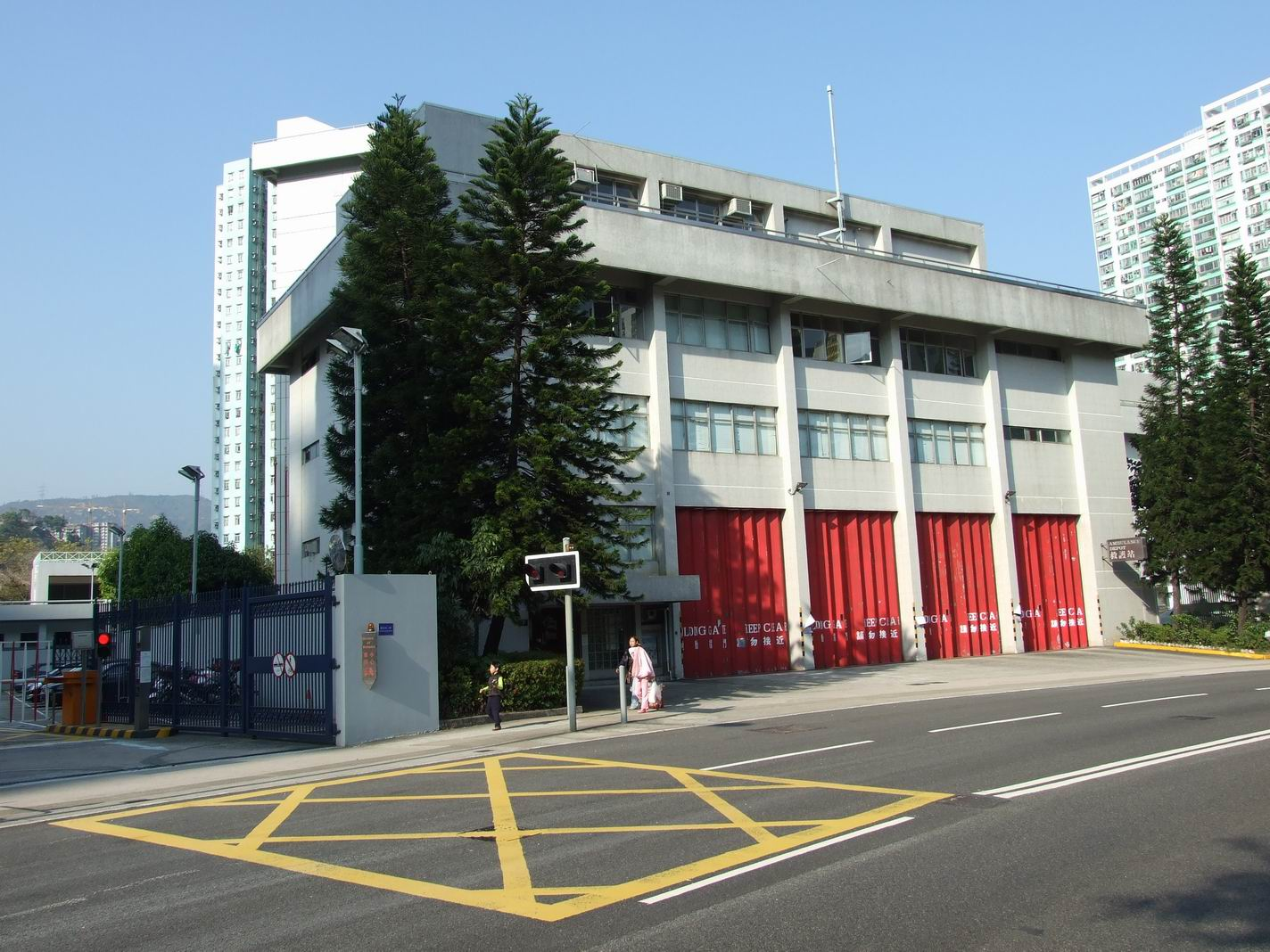
香港一所消防局

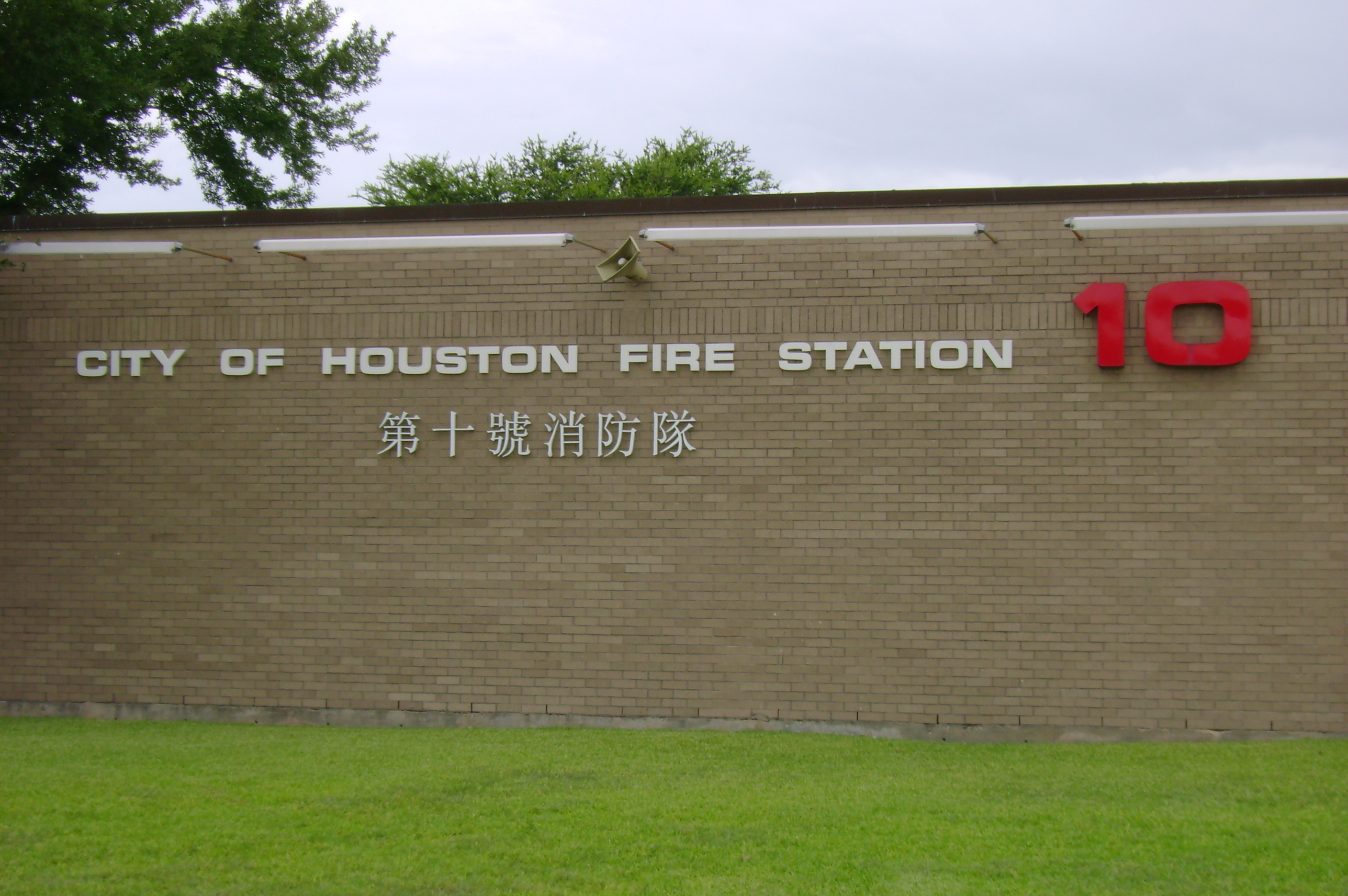
休斯敦第十號消防隊

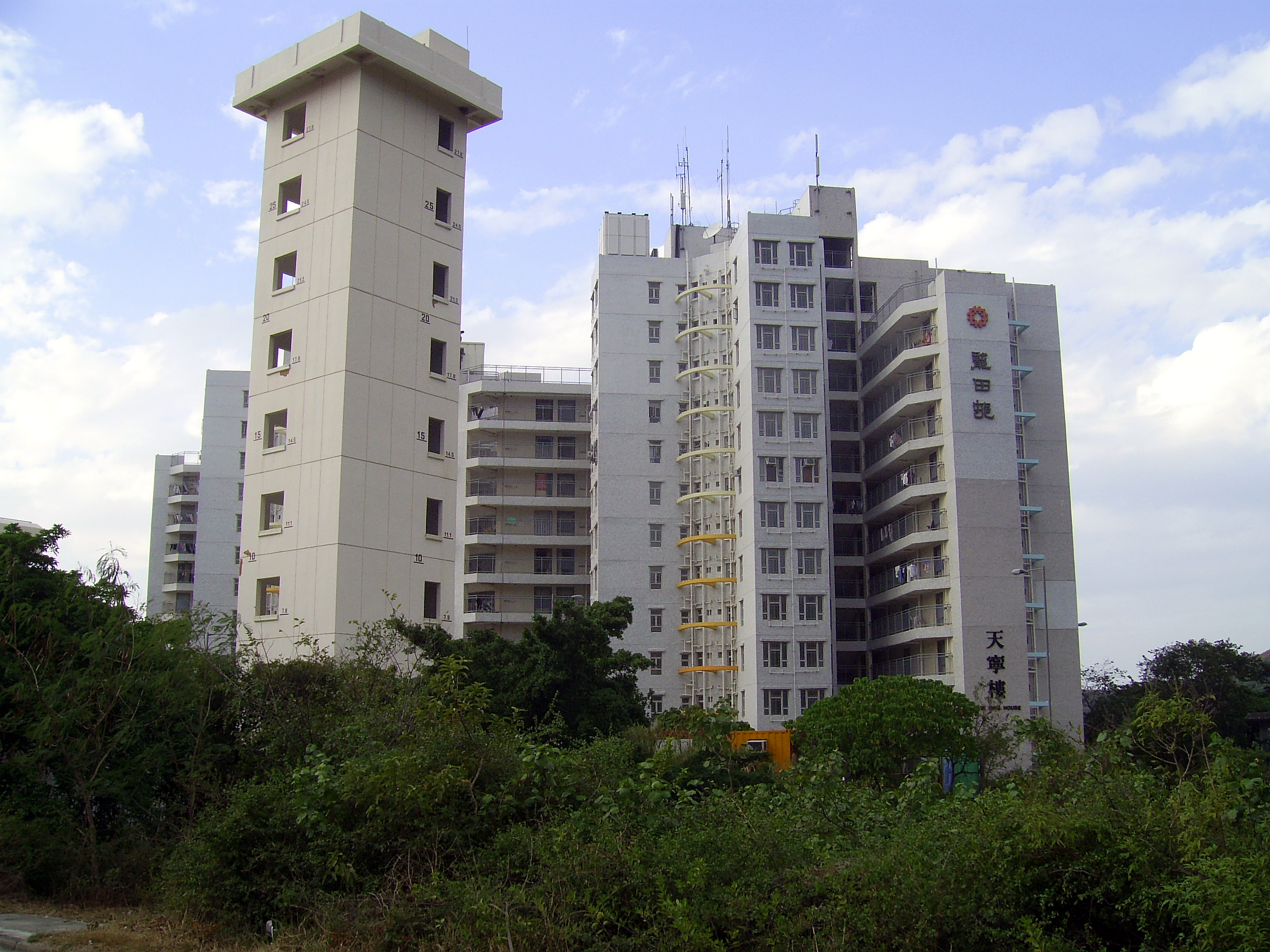
消防塔

消防局，又稱消防站、消拯局（消防拯救局），（昔日俗稱滅火局、水車館），是一所放置消防設施及駐有消防員的建築物。內裏停放不同類型的消防車，作為救災用途。部份地區的消防局附設教育或防災中心。

## 基本設施
- 消防停車間（附有通常為紅色的電閘）
- 消防員宿舍或休息室（包括：臥室、飯堂、娛樂室等）
- 基本訓練設施（例如：實景消防塔）
- 操場

## 外部連結
- 消防新聞 （页面存档备份，存于）